# Mark Twain Tree
Der Mark Twain Tree war ein Riesenmammutbaum (engl.: Giant Sequoia) im Big Stump Forest des Kings Canyon National Park. Er wurde nach dem Schriftsteller und Humoristen Mark Twain benannt. Als der Baum 1891 gefällt wurde, um als künftiges Ausstellungsstück für das American Museum of Natural History zu dienen, hatte er einen Durchmesser von 4,9 Metern.
Die Holzfäller Bill Mills und S.D. Phips sowie die Brüder Barney und John Lukey benötigten 13 Tage um den Baum zu Fall zu bringen.  Drei Tage später wurde er auf Kosten des Eisenbahn-Tycoons Collis P. Huntington ins beauftragende Museum nach New York gebracht, wurde aber auch im British Museum in London ausgestellt. Trotz der Einrichtung des Sequoia-Nationalparks war der Zugang zu den Mammutbaumwäldern schwierig; auch wurde bis dahin die Existenz solch großer Bäume angezweifelt.

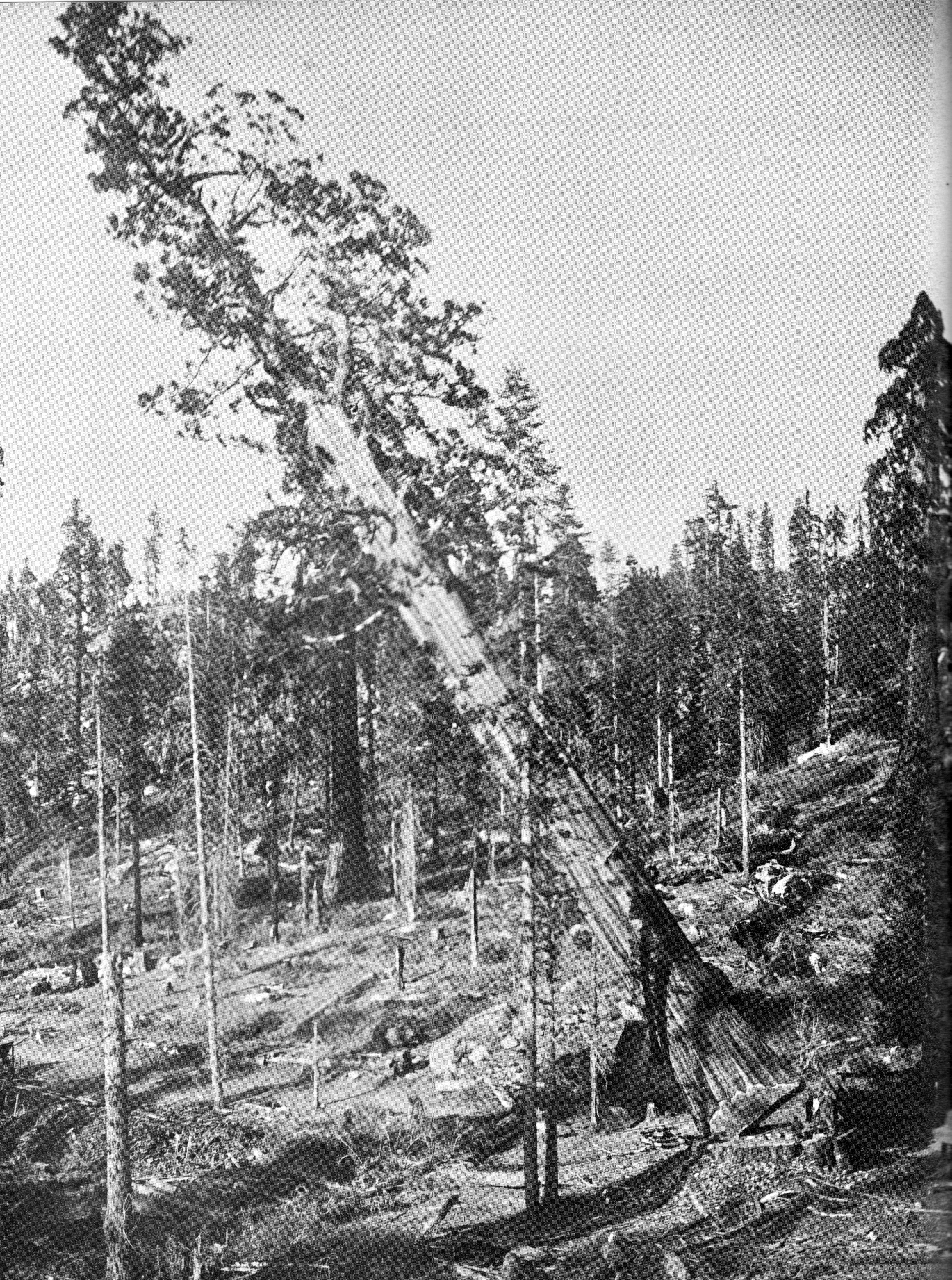
Der Mark Twain Tree fällt
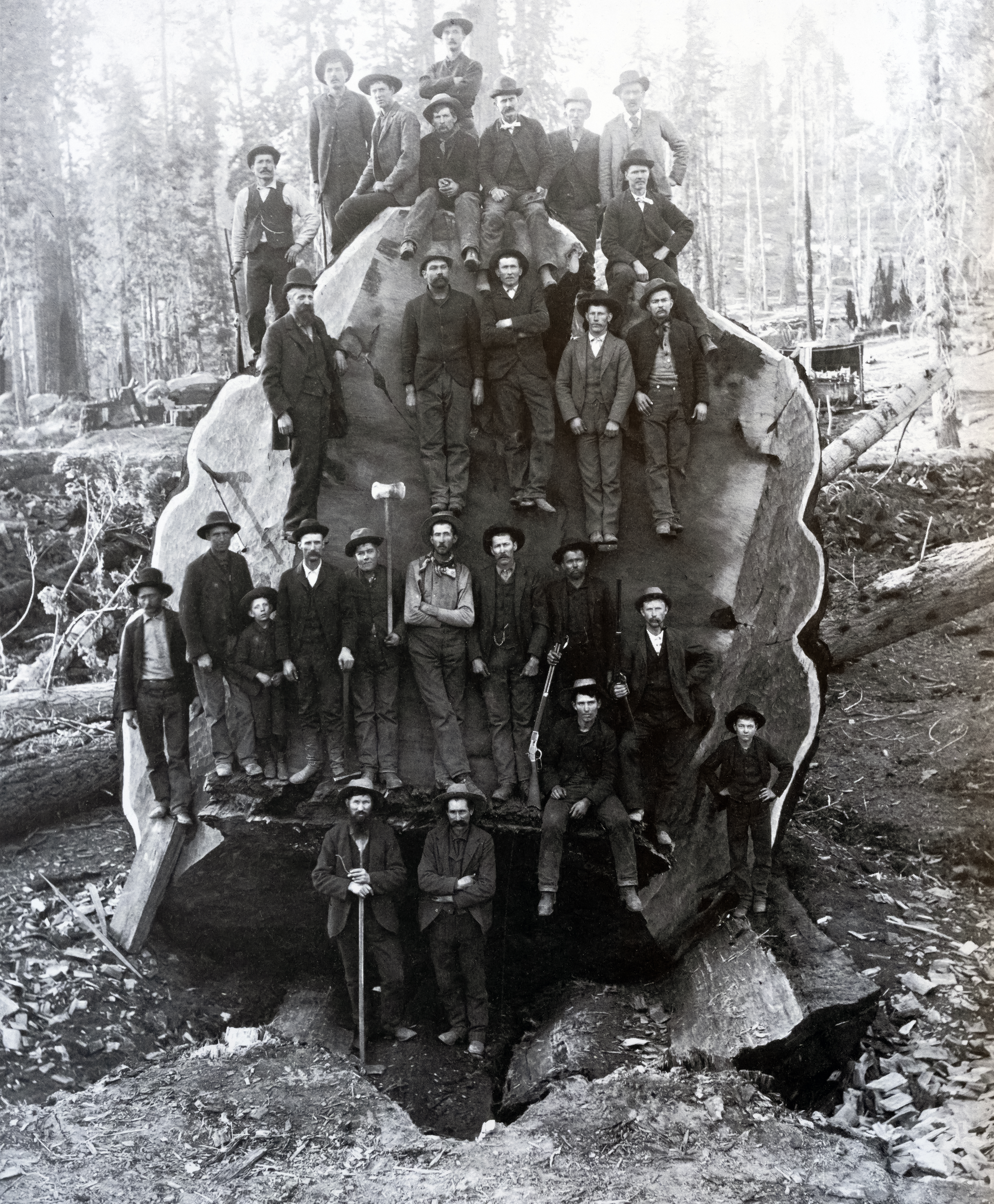
Die Schnittfläche des Stamms, mit den posierenden Holzfällern, 1891
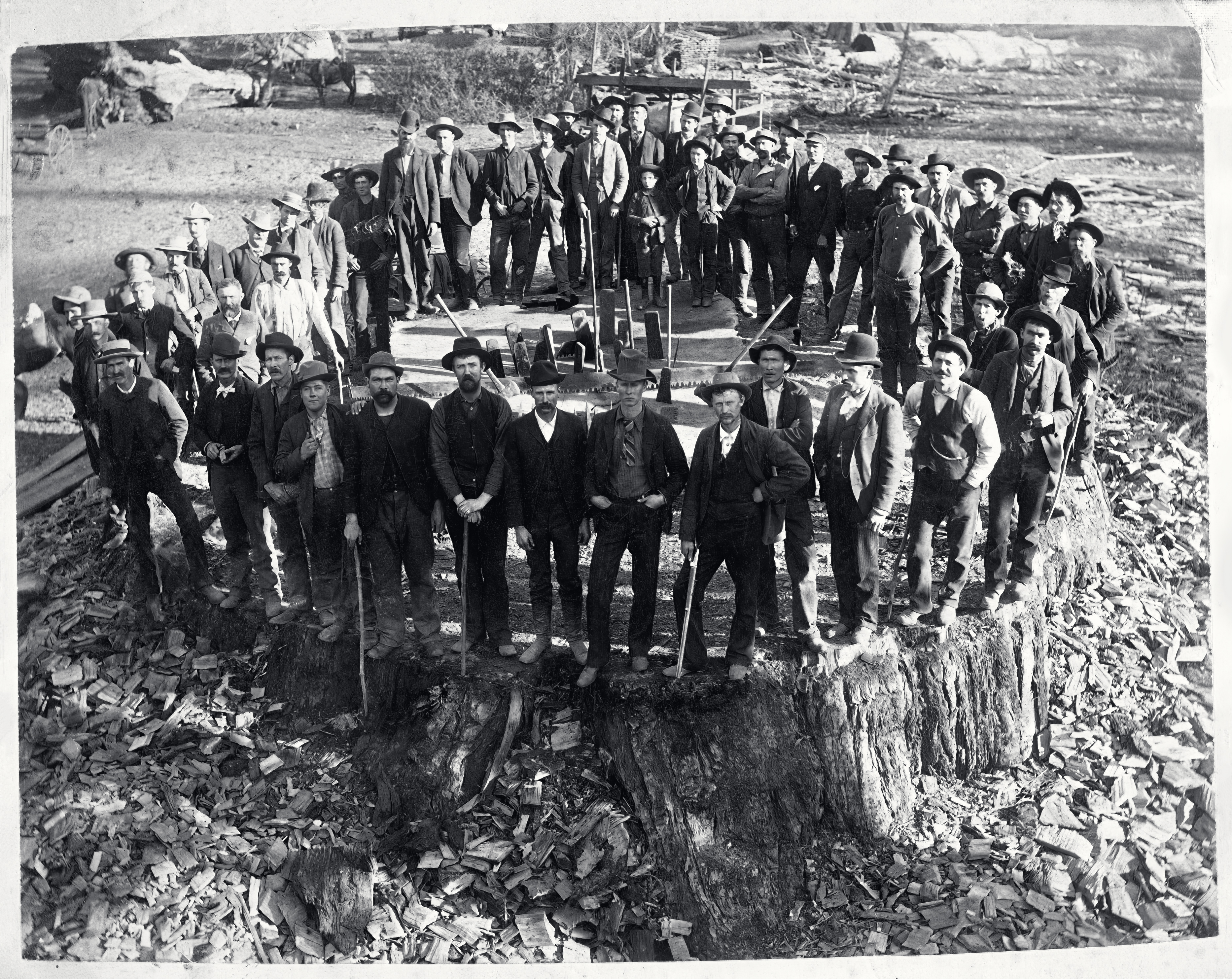
Fünfzig Männer stehen auf dem Rand des massiven Baumstumpfs
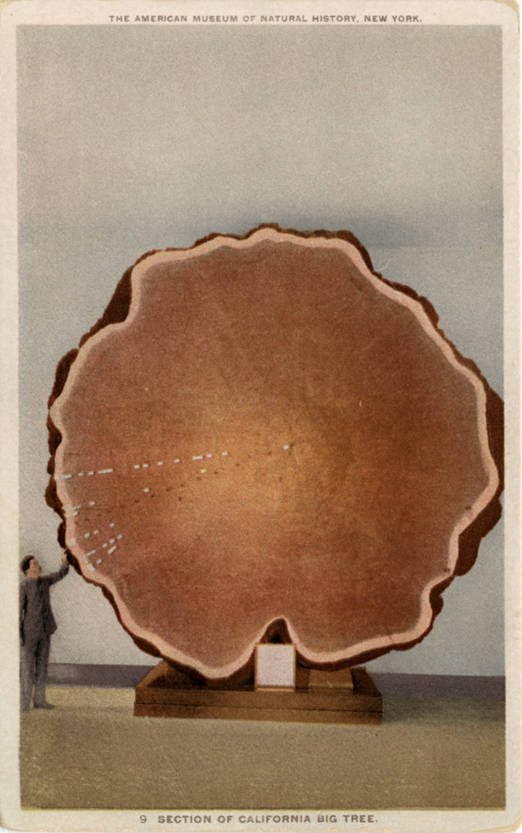
Altes Postkartenmotiv
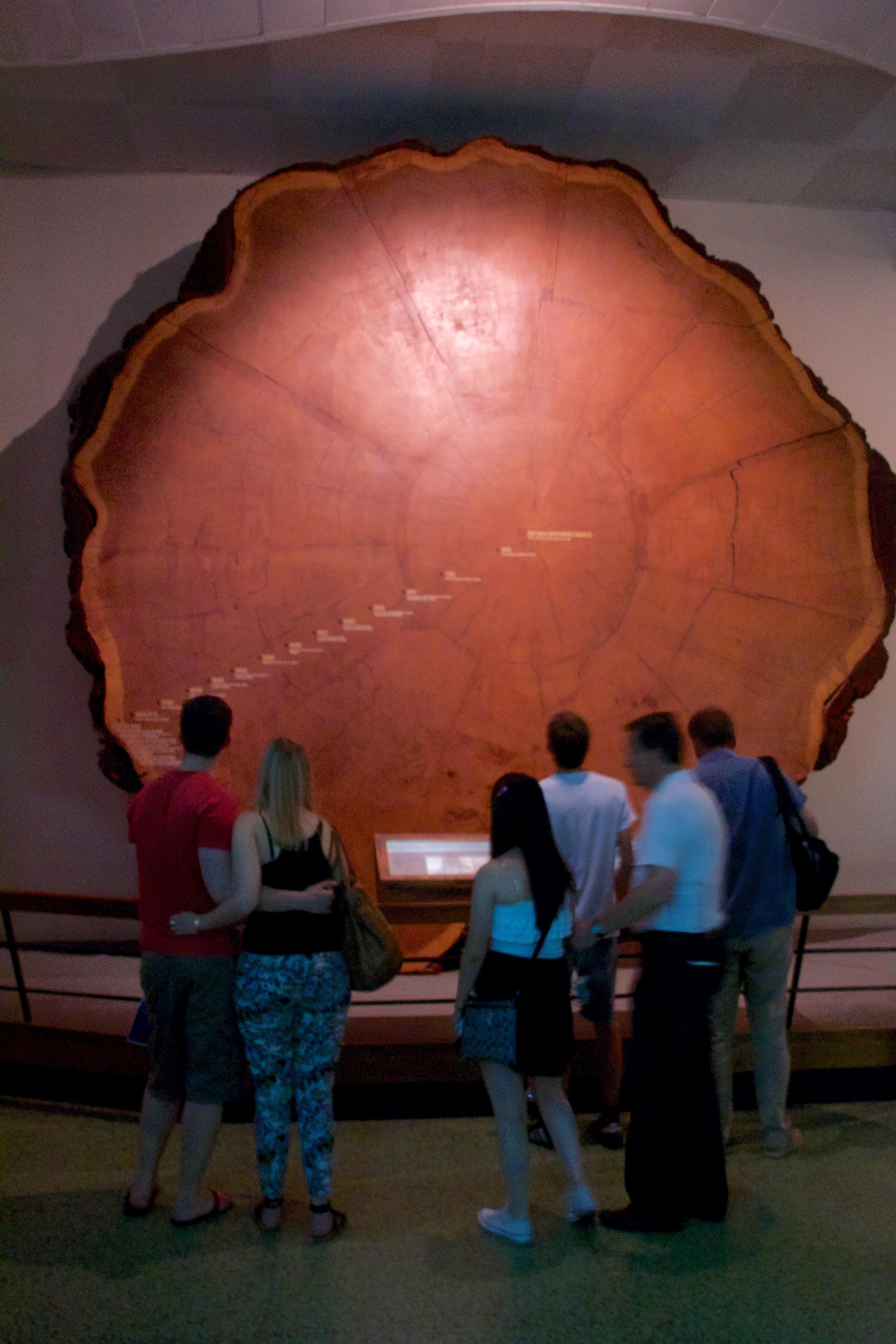
Eine Baumscheibe des Mark Twain Tree im American Museum of Natural History, 2012

## Big Stump
Der Mark Twain Stump ist der nach der Fällung verbliebene Baumstumpf. Er wird als Bestandteil des Big Stump Picnic Area in Kings Canyon National Park bewahrt. Er befindet sich nahe des Eingangs zum Grant Grove.